# Хамзанаме

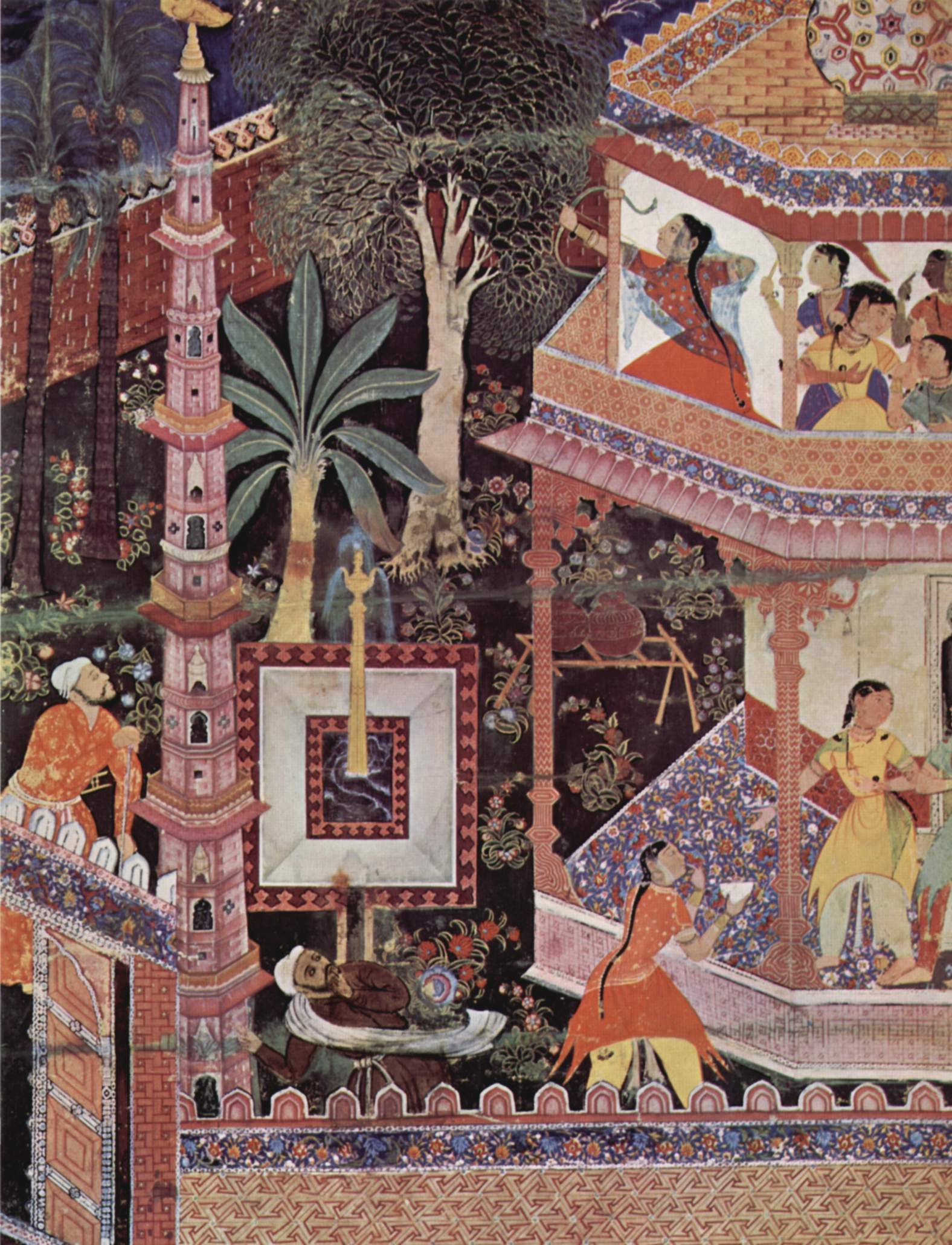
Хамзанаме

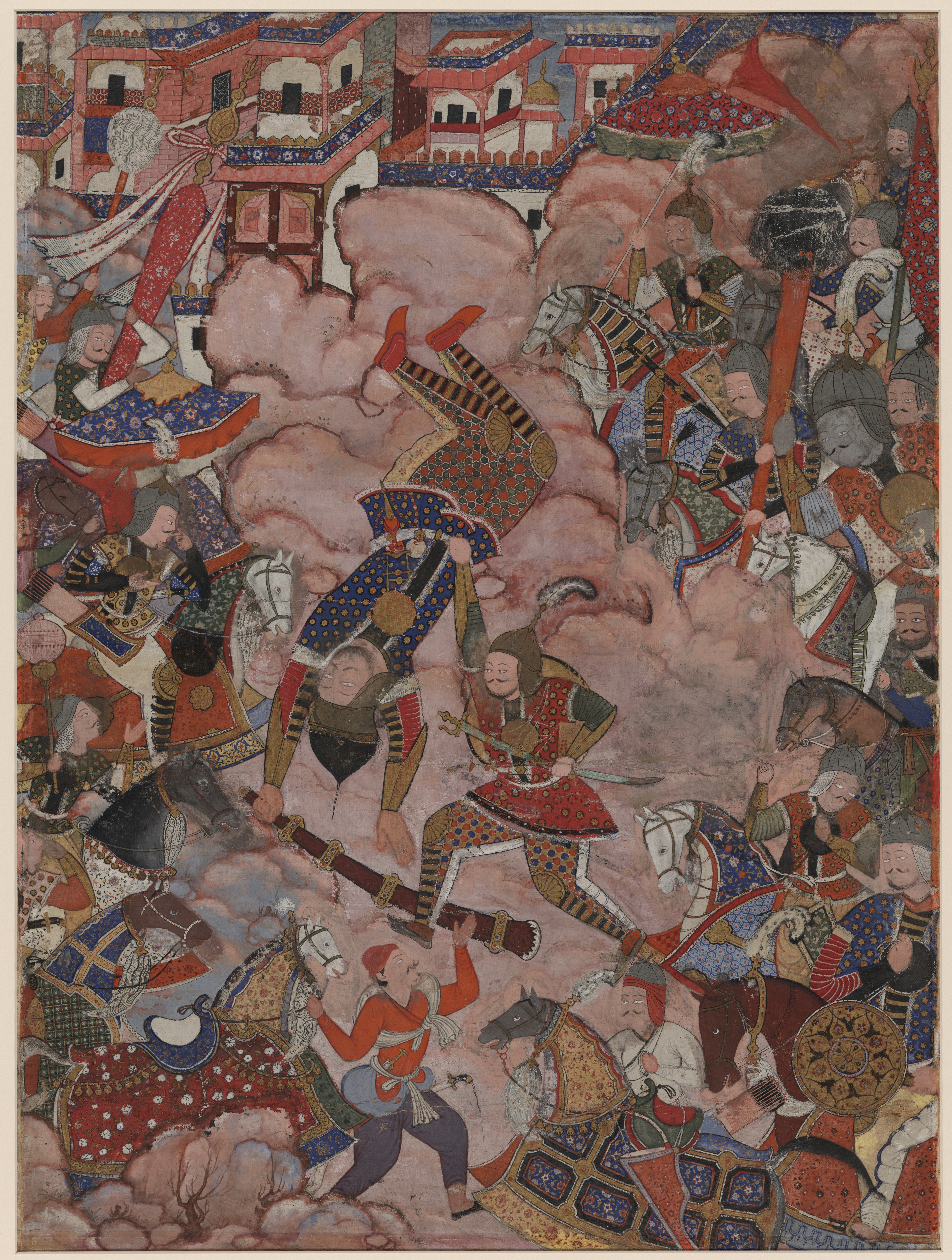
Мазандеранская битва

Хамзанаме (перс. حمزه نامه‎, эпос Хамзы) или Дастан-e-Амир Хамза (перс. داستان امیر حمزه‎, Приключения амира Хамзы) — эпическое сочинение о подвигах и приключениях дяди пророка Мухаммеда, Хамзы ибн Абд аль-Мутталиба. Это произведение средневековой исламской литературы было создано в виде иллюстрированной рукописи при дворе правителя империи Великих Моголов, Акбаре I, в 1558—1573 годах, на персидском языке.
Сборник преданий «Хамзанаме» был задуман для прославления подвигов своего главного героя, амира Хамзы. В основу его легли письменные памятники и устные сказания, имеющие более раннее происхождение, уходящее в прошлое вплоть до эпохи Древней Персии и империи Ахеменидов.

## История создания
Существует насколько версий эпоса «Дастан-э-Амир Хамза». При дворе императора Акбара I была создана наиболее известная из них, красочно иллюстрированная рукопись из 1.400 страниц. Характерной особенностью данного манускрипта является органичное соединение персидских традиционных мотивов рисунка с индийским художественным стилем. Листы размером 54 х 69 см на одной из своих сторон содержат рисунок, на противоположной записан текст на насталик, одной из старо-персидских систем письма. Содержание систематизировано следующим образом: на задней странице каждого листа находится иллюстрация, поясняющая текст истории, изложенный на первой странице листа. Ни один из листов — ни иллюстрированный, ни содержательный, авторами рукописи не подписан. Большая часть листов этой рукописи в настоящее время хранится в лондонский Музее Виктории и Альберта и в Британском музее, а также в венском Музее прикладного искусства.
Другая рукопись «Дастан-э-Амир Хамза» была опубликована навабом Мирзой Аманом Али-ханом Галибом в 1855 году и вышла в свет в Калькутте в издательстве Хаким-Сахиб-пресс. В 1871 году она была иллюстрирована рисунками Абдуллы Билграми и издана в типографии Навал-Кишор-пресс в Лакхнау.
На рубеже XVI—XVII веков этот эпический роман был переведён на яванский язык, в таком виде на индонезийском острове Ломбок лёг в основу местного героического эпоса «Серат Менак Сасак», где главным действующим лицом также является амир Хамза. В свою очередь этот местный цикл легенд о Хамзе становится темой для спектаклей в театре теней «Ваянг Кулит».